# مجيد بن طلعة
مجيد بن طلعة (مواليد 24 سبتمبر 1955) هو لاعب كرة قدم سابق في مركز حراسة المرمى. يلعب مع منتخب الجزائر لكرة القدم. سبق له أن لعب في كأس العالم لكرة القدم مع منتخب بلاده.

## روابط خارجية
- مجيد بن طلعة على موقع الاتحاد الدولي (مؤرشف)  (الإنجليزية)
- مجيد بن طلعة على موقع قاعدة بيانات كرة القدم.إي يو (الإنجليزية)
- مجيد بن طلعة على موقع ناشيونال فوتبول تيمز (الإنجليزية)
- مجيد بن طلعة على موقع عالم كرة القدم.نت (الإنجليزية)